# 六合エレメック
六合エレメック株式会社（ろくごうエレメック、英: ROKUGO ELEMEC CO., LTD.）は、電子機器、電子部品などを扱う専門商社である。

## 概要
1958年に前身である六合産業株式会社を設立。1990年に社名を六合エレメックと改め、エレクトロニクス&メカトロニクスの専門商社としての位置づけを明確化した。2010年3月に岡谷鋼機株式会社グループ会社となり、2011年12月に本社新社屋を建設（通称「エコビル」、環境に配慮した快適なオフィスビル）、以下の賞を受賞している。現在、グループ会社4社（中国、タイを含む）で構成されている。
- 2012年（平成24年）
  - 平成23年度 照明学会 優秀照明施設支部奨励賞。
  - 第25回 日経ニューオフィス賞 中部ニューオフィス奨励賞[2]
- 2014年（平成26年）
  - 第5回 サステナブル建築賞 国土交通大臣賞[3]
  - 第28回 空気調和・衛星工学会振興賞技術振興賞[4]

## 沿革
- 1958年（昭和33年） - 六合産業株式会社を名古屋市熱田区熱田西町に設立。
- 1961年（昭和36年） - 六合産業株式会社を熱田区より名古屋市東区泉2丁目に移転。
- 1968年（昭和43年） - 名古屋市千種区内山町に六合産業株式会社製造部を設置。
- 1973年（昭和48年）
  - 名古屋市西区上名古屋に六合産業株式会社製造部工場を新築移転。
  - 六合電機工業株式会社を設立し六合産業株式会社の製造部業務を継承。
- 1983年（昭和58年）
  - 株式会社 北陸六合電機を設立。
  - 六合産業株式会社 本社を現在地に移転。
- 1984年（昭和59年） - 六合産業株式会社 静岡営業所を開設。
- 1985年（昭和60年）
  - 六合電機工業株式会社を六合システム電子工業株式会社へ社名変更。
  - 六合システム産業機器株式会社を設立。
- 1988年（昭和63年） - 名古屋市南区荒浜町に用地を購入し、六合産業株式会社 流通センターを開設。
- 1989年（平成元年） - 株式会社 北陸六合電機 本社を現在地に新築移転。
- 1990年（平成2年） - 六合産業株式会社を六合エレメック株式会社へ社名変更。
- 1991年（平成3年）
  - 六合エレメック株式会社 山陰営業所を開設。
  - 六合システム電子工業株式会社を名東区に移転。
- 1992年（平成4年） - サン・パナメック株式会社を設立。
- 1993年（平成5年） - 六合システム産業機器株式会社を六合システム電子工業株式会社に合併。
- 1995年（平成7年） - 六合エレメック株式会社 静岡営業所を新築移転。
- 1997年（平成9年） - 六合エレメック株式会社 三重営業所を開設。
- 2001年（平成13年）
  - 北部の流通拠点として小牧事業所を開設。
  - 中国に合弁会社 杭州神林六星電子有限公司を設立。
- 2002年（平成14年） - サン・パナメック株式会社を六合エレメック株式会社に合併。
- 2003年（平成15年） - グループ各拠点にてISO14001認証取得。
- 2004年（平成16年） - 株式会社 北陸六合電機を六合エレメック株式会社に合併、北陸営業所を開設。
- 2005年（平成17年）
  - 小牧事業所を閉鎖、東海市に東海事業所を開設。
  - グループ全拠点にてISO9001認証取得。
- 2010年（平成22年）
  - 六合サービステクノ株式会社を設立。
  - 岡谷鋼機株式会社が筆頭株主となり岡谷鋼機グループ会社となる。[5]
  - 上海洛庫高電子有限公司を設立。
- 2011年（平成23年） - 本社の新社屋を建設。
- 2012年（平成24年） - 六合システム電子工業株式会社 本社を現在地に移転、春日井市に春日井事業所を開設。
- 2018年（平成30年） - 六合エレメック株式会社 浜松営業所を開設。
- 2020年（令和2年） - ROKUGO ELEMEC (THAILAND) CO., LTD. を設立。
- 2022年（令和4年） - 六合エレメック株式会社 東京サテライトオフィスを開設。
- 2024年（令和6年） - 六合エレメック株式会社 小牧ロジスティクスセンターを開設。
- 2025年（令和7年） - 六合エレメック株式会社 山陽サテライトオフィスを開設。

## 国内事業所

### 本社
- 本社 : 名古屋市東区白壁三丁目18番11号

### 営業所
- 西館 : 名古屋市東区白壁三丁目13番11号
- 静岡営業所 : 静岡市駿河区敷地一丁目12番18号
- 三重営業所 : 松阪市外五曲町16-5
- 山陰営業所 : 松江市平成町182番地9 日本通運（株）松江支店ビル2階
- 北陸営業所 : 金沢市玉鉾二丁目273番地
- 浜松営業所 : 浜松市中央区篠ケ瀬町127番地C
- 東京サテライトオフィス : 東京都千代田区丸の内1-9-1 丸の内中央ビル
- 山陽サテライトオフィス : 広島市南区的場町1丁目1番21号 クリスタルタワー703

### 流通センター
- 小牧ロジスティクスセンター : 小牧市大字河内屋新田字下岩倉杁555-5
- 東海ロジスティクスセンター : 東海市浅山3丁目30

## 関係会社
- 岡谷鋼機株式会社
- 六合システム電子工業株式会社
- 六合サービステクノ株式会社
- 上海洛庫高電子有限公司
- ROKUGO ELEMEC (THAILAND) CO., LTD.